# Ранко Рисојевић
Ранко Рисојевић (Календери, 8. август 1943) српски је математичар, физичар, историчар математике, књижевник, преводилац, директор Народне и универзитетске библиотеке Републике Српске и члан Сената Републике Српске.

## Биографија
Рођен је у Календерима код Костајнице 1943. године. Завршио је Природно-математички факултет у Сарајеву, група математика и физика. Радио је као професор математике и физике. Био је уредник Гласа Српске, и уредник часописа „Путеви“, „Универзитетска библиотека“, и „Освјетљења“. У периоду 1988-1990. је био директор Народне и универзитетске библиотеке „Петар Кочић“.
Био је директор Галерије ликовних умјетности Републике Српске. До сада је објавио око четрдесет књига, од чега десет из области поезије и прозе, затим пет драмских текстова за дјецу и двије драме за одрасле, и десетак радио игара. Његово дјело „Иваново отварање“ је од стране жирија проглашено за „књигу 2000. године за младе“ у Савезној Републици Југославији. Члан је књижевног Организационог одбора за додјељивање Кочићеве награде, коју додјељују завичајно друштво „Змијање“ и град Бања Лука, и члан Организационог одбора Кочићевог збора. Ранко Рисојевић је члан Друштва библиотекара Републике Српске, те Комисије за међународну сарадњу Друштва библиотекара Републике Српске. Један је од чланова Фондације Јасеновац-Доња Градина. Био је члан Редакционог одбора за издавање сабраних дјела Петра Кочића. Потпредседник је Друштва чланова Матице српске у Републици Српској, и његовог Управног одбора.

## Књижевне награде
Добитник је већег броја књижевних награда, од којих су најзначајније:
- Награда „Лаза Костић”, за прозну књигу Шум, 1996.
- Књижевна награда „Политикиног Забавника”, књигу Иваново отварање, 2000.
- Награда „Печат вароши сремскокарловачке”, за књигу пјесама Први свијет, 2003.
- Награда „Бранко Ћопић”, за роман Босански џелат, 2002.
- Награда „Скендер Куленовић”, за књигу поезије Први свијет, 2004.
- Кочићева награда 2006.
- Награда „Арка”, за Изабране и нове пјесме, 2008.
- Награда „Душан Васиљев”, за књигу Господска улица, 2011.
- Награда „Златна сова”, за роман Ноћ на Уни, Источно Сарајево, 2014.
- Награда Удружења књижевника РС за најбољу књигу, за роман Ноћ на Уни, 2014.
- Награда „Кочићева књига”, 2016.
- Награда „Грачаничка повеља”, 2017.
- Награда „Бранко Радичевић”, 2022.[1]
- Књижевна награда „Библиос”, за целокупно стваралаштво, 2023.[2]

### Проза
- Рисојевић Ранко: Умјетност Марије Теофилове, приче, Свјетлост, Сарајево (1974)
- Рисојевић Ранко: Насљедна болест, роман, Веселин Маслеша, Сарајево (1976)
- Рисојевић Ранко: Слике за утјеху, поетска проза, Свјетлост, Сарајево (1981)
- Рисојевић Ранко: Велики математичари, биографске приче, Нолит, Београд, (1981), друго издање (1987); треће издање (1991)
- Рисојевић Ранко: Приче из новина, „Веселин Маслеша“, Сарајево 1982
- Рисојевић Ранко: Дјечаци са Уне, роман за дјецу, „Нолит“, Београд, (1983); превод на македонски: Момчињата од кај Уна, Наша книга, Скопље, (1988)
- Рисојевић Ранко: Тијело и остало, роман, „Прва књижевна комуна“, Мостар, (1987)
- Рисојевић Ранко: Приче великог љета, Свјетлост, Сарајево, (1988)
- Рисојевић Ранко: Славни арапски математичари, математичке приче, Нолит, Београд, (1988)
- Рисојевић Ранко: Тројица из Зриковије, роман за дјецу, Веселин Маслеша, Сарајево (1990)
- Рисојевић Ранко: Сабласни шињел, роман, Рад, Београд, (1993)
- Рисојевић Ранко: Шум, кратке прозе, Светови, Нови Сад, (1995)
- Рисојевић Ранко: О души, Медиа центар „Прелом“, Бањалука, (1998)
- Рисојевић Ранко: Иваново отварање, роман за младе, Задужбина „Петар Кочић“, Бањалука-Београд, (2000); друго издање, Звоник, Београд, (2001)
- Рисојевић Ранко: Владо С. Милошевић - један вијек, монографија, Факултет умјетности Универзитета у Бањалуци, Бањалука, (2001)
- Рисојевић Ранко: Босански џелат, Глас српски, Бањалука, (2004)
- Рисојевић Ранко: Археолог, Завод за уџбенике и наставна средства Републике Српске, Источно Сарајево (2005)
- Рисојевић Ранко: Босански џелат, друго издање Бесједа, Бањалука; Арс Либри, Београд, (2006)
- Рисојевић Ранко: Симана, Глас Српски Графика, (2007)
- Рисојевић Ранко: Духовни трагови, есеји, осврти, прикази, Бесједа, Бањалука, (2008)
- Рисојевић Ранко: Господска улица Херренгассе (Бањалучка трилогија, 2), издавач: Матица српска, Нови Сад (2010)

### Поезија
- Рисојевић Ранко: Вид таме, Свјетлост, Сарајево, (1967)
- Рисојевић Ранко: Време и врт, Свјетлост, Сарајево, (1971)
- Рисојевић Ранко: Тако, понекад, Веселин Маслеша, Сарајево, (1972)
- Рисојевић Ранко: Истрпи ово драгање, Свјетлост, Сарајево, (1975)
- Рисојевић Ранко: Снови о вјечном и пјесме смрти, Свјетлост, Сарајево, (1979)
- Рисојевић Ранко: Озон, Веселин Маслеша, Сарајево, (1986)
- Рисојевић Ранко: Прах (збирка поезије), Матица српска, Нови Сад (1988)
- Рисојевић Ранко: Брдо, Светови, Нови Сад (1991)
- Рисојевић Ранко: Врата таме, Време књиге, Београд, (1997)
- Рисојевић Ранко: Врата таме, Стубови културе, Београд, (1998)
- Рисојевић Ранко: Месија, Рад, Београд, (1997)
- Рисојевић Ранко: Самоћа, Молитве, Глас српски, Бањалука (1999)
- Рисојевић Ранко: Први цвијет, Матица српска, Нови Сад (2003)
- Рисојевић Ранко: Расвит, Глас српски, Бањалука (2006)
- Рисојевић Ранко: Изабране и нове пјесме, Бесједа, Бањалука